# Lm sensors
lm_sensors je svobodný open source nástroj pro Linux, jež poskytuje nástroje a ovladače pro monitorování teploty, napětí a větráčků počítače.
Skript decode-dimms.pl dekóduje a vypíše informace o jakékoliv paměťovém modulu RAM se SPD.
Software obsahuje knihovnu nazvanou libsensors, kterou mohou využívat další aplikace.
lm-sensors 3 vyžaduje Linuxové jádro 2.6.5 a vyšší.
lm-sensors 2 vyžaduje Linuxové jádro 2.4.10 a vyšší.

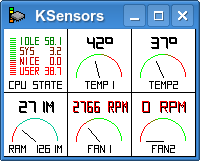
KSensors – frontend lm_sensors pro KDE